# 권정달
권정달(權正達, 1936년 6월 14일 ~ )은 대한민국의 군인 출신 정치인이다.

## 학력
- 안동국민학교 졸업
- 안동중학교 졸업
- 안동고등학교 졸업
- 육군사관학교 학사
- 연세대학교 대학원 행정학 석사
- 단국대학교 대학원 무역학 박사

## 활동
육사를 15기로 졸업하고 연세대학교, 단국대학교에서 각각 행정학 석사와 경영학 박사 학위를 받았다. 제11, 12, 15대 국회의원을 지냈다.
12·12 군사반란 이후 보안사령부 정보처장으로서 언론 통폐합과 검열을 주도하고 광주 민주화 운동을 불러온 1980년 5월 17일의 5.17 비상계엄 확대 조치에 깊숙이 관여했다. 국가보위입법회의 입법의원으로서 민주정의당 창당 작업을 주도하고 민주정의당 초대 사무총장을 지내는 것으로 시작하여 1981년부터 1988년까지 제11대 국회, 제12대 국회 의원을 지냈으며 국제의회연맹 준비위원장, 남북고위급회담 수석대표, 민정당 당무위원 겸 중앙집행위원, 국책조정위원장 등을 역임한 제5공화국의 핵심 인물이었다.
그러나 권정달은 12·12 쿠데타가 성공한 뒤 영입된 비하나회 출신 장교였기에 권력에서 소외되었고, 하나회 출신의 핵심 인물들의 의지를 실행에 옮기는 실무역에 불과했다. 급기야 장영자 부부 어음 사기사건의 정치적 책임을 지고 당 사무총장에서도 물러났다. 1983년 대한항공 007편 격추사건으로 첫째딸(당시 19세. 중앙대 1학년)을 잃었다. 노태우 정부 출범 이후에는 13대 총선에서 공천 탈락되었다. 이후 미국 유학길에 올랐다가 1993년 정치인 도영심을 만나 재혼했다.
이후 미국 연수를 거쳐 정치권 주변부에 머물다가 전두환의 쿠데타 과정에 대해 상세히 진술하는 등 김영삼 정부의 역사 바로세우기에 협조하였고, 15대 총선에 무소속으로 당선된 뒤 신한국당에 입당하였다. 이때 자신 역시 언론통폐합을 주도한 혐의로 고소고발당했으나 5공 핵심 인사들 중 유일하게 무혐의 처분되어 기소되지 않았다. 이때 권정달이 역사 바로세우기에 협조한 대가로 무혐의 처분을 받았다는 비판을 받았으나, 권정달은 자신은 허문도가 짠 계획을 전달하기만 했다고 해명하면서 5·18 특별법은 위헌적인 소급입법이라고 주장하였다.
1998년, 신한국당이 한나라당이 된 뒤 총재 경선에서 이한동을 지지하다 이한동이 패배하자 탈당, 김대중의 새정치국민회의에 입당했다. 새천년민주당 공천으로 16대 총선에 출마했다가 낙선한 뒤, 2000년 6월에 새천년민주당 고문 겸 행정위원 직위 사퇴 및 탈당, 이후 2000년 12월부터 2001년 1월까지 한 달 간 자유민주연합 고문 겸 당무위원을 역임하였다가 직위 사퇴 및 탈당, 이후 같은 해 2001년부터 보수 단체인 한국자유총연맹 총재를 지내다가 2009년에 물러났다. 하회별신굿탈놀이보존회 이사장과 안동과학대학 이사장을 역임했었으며, 2013년 2월 20일 안동성소병원 이사장으로도 선임되어 활동했었다.

## 역대 선거 결과
|  | 58.42% |

|  | 59.53% |

|  | 51.13% |

|  | 38.01% |

## 권정달을 연기한 배우
- 정한헌 - 제5공화국 (문화방송, 2005년)

## 같이 보기
- 이한동
- 허문도